# Thonac
Thonac là một xã, nằm ở tỉnh Dordogne vùng Aquitaine của Pháp. Xã này có diện tích 11,62 km², dân số năm 2006 là 255 người. Xã nằm ở khu vực có độ cao trung bình 72 m trên mực nước biển.

## Hành chính
| Danh sách các xã trưởng                |             |               |      |               |
| Giai đoạn                              | Giai đoạn   | Tên           | Đảng | Tư cách       |
| tháng 3 năm 2001                       | đương nhiệm | Serge Richard | PS   | đại tá về hưu |
| Tất cả các dữ liệu trước đây không rõ. |             |               |      |               |

## Thông tin nhân khẩu
| Năm    | 1962 | 1968 | 1975 | 1982 | 1990 | 1999 | 2006 |
| ------ | ---- | ---- | ---- | ---- | ---- | ---- | ---- |
| Dân số | 206  | 197  | 226  | 248  | 257  | 240  | 255  |